# Teresa Domingo Segarra
Teresa Domingo Segarra (Castelló de la Plana, 24 d'abril de 1953) és una economista i política valenciana. Es doctorà en Ciències Econòmiques a la Universitat de València el 1986 amb la tesi El problema de la renta agraria en España. Estimación de un modelo econométrico para el periodo 1963-1982. És professora d'Economia aplicada i Estructura econòmica a la Universitat de València.
Fou escollida diputada per Izquierda Unida a les eleccions al Parlament Europeu de 1989. De 1989 a 1994 fou vicepresidenta de la Comissió de Drets de la Dona d'aquell Parlament.

## Estudi
- La inserción social y laboral de las mujeres españolas en el mundo rural: problemas y perspectivas (1995)
- La Inversión Extranjera Directa entre la UE y Latinoamérica: Análisis de los factores determinantes de los flujos de IDE desde los países comunitarios. (amb L. García)